# Bastia (ferry)
Le Bastia est un ferry de la compagnie italienne Moby Lines. Construit en 1974 par les chantiers M&B Benetti Viareggio, il est le premier navire neuf commandé par l'ancienne Navigazione Arcipelago Maddelenino (Navarma Lines). Mis en service en juin 1974 entre Piombino, l'île d'Elbe et la Corse, il inaugure les services de Navarma sur l'île de beauté. Il naviguera sur cet axe jusqu'en 1998 avant d'être transféré sur les lignes inter-îles entre la Sardaigne et la Corse puis retrouvera finalement son exploitation d'origine sur l'île d'Elbe à partir de 2011. Retiré du service en juillet 2024 au terme de 50 années de navigation pour Moby, il est vendu à la compagnie napolitaine Alilauro au mois de septembre.

## Historique

### Conception et construction
En 1966, la compagnie Navigazione Arcipelago Maddelenino (Navarma) abandonne son activité d'origine sur les liaisons entre Palau et l'archipel de La Maddalena pour s'installer sur le marché plus prometteur des lignes reliant Piombino et l'île d'Elbe. Rapidement, la compagnie, créée par le napolitain Achille Onorato, étoffe son offre avec l'alignement d'un navire supplémentaire dès 1967 et l'affrètement d'un troisième en 1968 puis de nouveau à partir de 1971,. À présent bien implantée sur la desserte de l'île d'Elbe, Navarma décide alors d'équiper sa flotte de son premier navire neuf. En plus de renforcer la desserte du port de Portoferraio, la compagnie envisage d'utiliser ce navire afin de relier la Corse voisine, distante de seulement 27 miles de l'île toscane. C'est en prévision de cette nouvelle desserte que le nouveau ferry de Navarma est baptisé Bastia.
Construit par les chantiers M&B Benetti à Viareggio, le Bastia est un petit ferry ne dépassant pas les 75 mètres de long. Il représente malgré tout une évolution significative de l'outil naval de Navarma, avec notamment son garage à deux niveaux dont un occupant un pont complet. Aménagé pour le transport de 650 passagers, il est équipé d'une brasserie et d'un salon fauteuils. Sa mise à l'eau a lieu le 25 mai 1974, suivie de sa livraison à Navarma le mois suivant.

### Service
Le Bastia entre en service au mois de juin 1974 entre Piombino, Portoferraio et Bastia, inaugurant de ce fait les rotations de Navarma à destination de la Corse. C'est sur cet axe que la compagnie va se développer tout au long de la décennie suivante, à partir de 1982, le Bastia va être rejoint par des unités plus imposantes qui desserviront l'île de beauté depuis de nombreux ports italiens.
En 1992, Navarma Lines change de nom et devient Moby Lines. À cette occasion, le navire reçoit une nouvelle livrée affichant, à l'instar des autres ferries de la flotte, une grande baleine bleue sur ses flancs. Le Bastia assure la liaison entre Piombino, l'île d'Elbe et Bastia jusqu'en 1998, année durant laquelle il est transféré sur la ligne reliant la Sardaigne et la Corse entre Santa Teresa Gallura et Bonifacio.
En 2008, le Bastia se voit adjoindre des sponsons sur ses flancs afin d'améliorer sa stabilité. Cette même année, le 8 août, le navire heure violemment le quai à Bonifacio, ouvrant une brèche de 1m50 de long sur 50cm de large au dessus de la ligne de flottaison et entraînant l'arrêt des rotations pendant plusieurs jours. Cet incident s'ajoute à la longue liste des déboires connus par le Bastia depuis son arrivée sur la ligne corso-sarde. Ces incidents récurrents et les mécontentements qui en découlent incitent Moby Lines à retirer le Bastia de la ligne Santa Teresa Gallura - Bonifacio et à le remplacer par son sister-ship le Giraglia, plus récent. De retour sur les lignes de l'île d'Elbe en 2011, le Bastia est affecté entre Piombino et Cavo.
Le navire reviendra périodiquement desservir la liaison Sardaigne - Corse pour pallier les indisponibilités de son jumeau. C'est dans ce cadre que le 14 novembre 2021, il se retrouve pris dans une mer déchainée pendant plusieurs heures après une avarie au niveau d'une de ses hélices.
En juin 2024, le Bastia est mobilisé sur la ligne corso-sarde en remplacement du Giraglia victime d'une avarie. À l'issue de cette affectation exceptionnelle marquée par une immobilisation temporaire du navire par les autorités françaises et une avarie au niveau de l'hélice perturbant les rotations pendant quelques jours, le ferry réalise ses dernières traversées le 28 juillet en raison du retour du Giraglia. De retour à Piombino, le Bastia reste désarmé pour le reste de la saison estivale. À la fin de celle-ci, les logos de Moby Lines sont effacés des flancs du navire.

## Aménagements
Le Bastia possède un salon équipé de places assises et anciennement de fauteuils pullman. Un bar est présent à l'arrière de la salle. Conçu pour de courtes traversées, le navire ne possède pas de cabine.

## Caractéristiques
Le Bastia mesure 74,76 m de long pour 12,53 m de large et son tonnage est de 2 033 UMS. Le navire a une capacité 650 passagers et est pourvu d'un garage pouvant accueillir 100 véhicules répartis à l'origine sur deux niveaux. Le garage est accessible deux portes rampes axiales à l'avant et à l'arrière. La propulsion est assurée par deux moteurs diesels MVM TBD501-8 développant une puissance de 4 413 kW entraînant deux hélices faisant filer le bâtiment à une vitesse de 18 nœuds. Le Bastia possède quatre embarcations de sauvetage ouvertes de petite taille, deux sont situées de chaque côté vers le milieu du navire. Elles sont complétées par un canot semi-rigide ainsi que par plusieurs radeaux de sauvetage à coffre s'ouvrant automatiquement au contact de l'eau.

## Lignes desservies
De 1974 à 1998, le Bastia naviguait entre le continent italien, l'île d'Elbe et la Corse sur la ligne Piombino - Portoferraio - Bastia. À partir de 1998, il est transféré sur la liaison de Moby Lines reliant la Sardaigne et la Corse entre Santa Teresa Gallura et Bonifacio. De nouveau affecté sur l'île d'Elbe en 2011, il navigue dans un premier temps entre Piombino et Cavo puis de nouveau Portoferraio. 